# 小行星1914
小行星1914（1914 Hartbeespoortdam）是一颗围绕太阳公转的小行星。1930年9月28日，亨德里克·范根特在约翰内斯堡发现了此天体。
該小行星以南非的哈特貝斯淺灘（Hartbeespoortdam）命名。
这颗小行星的绝对星等为158.4006360702315等。